# Hephaestion (geslacht)
Hephaestion is een kevergeslacht uit de familie van de boktorren (Cerambycidae). De wetenschappelijke naam van het geslacht werd voor het eerst geldig gepubliceerd in 1840 door Newman.

## Soorten
Hephaestion omvat de volgende soorten:
- Hephaestion annulatus Philippi F., 1859
- Hephaestion auratum Cerda, 1968
- Hephaestion bullocki Cerda, 1968
- Hephaestion chalybeus Philippi R., 1865
- Hephaestion corralensis Philippi F. & Philippi R., 1864
- Hephaestion cyanopterum Philippi F. & Philippi R., 1864
- Hephaestion flavicornis Philippi F. & Philippi R., 1864
- Hephaestion fuscescens Philippi F. & Philippi R., 1864
- Hephaestion holomelas Philippi F. & Philippi R., 1864
- Hephaestion lariosi Bosq, 1951
- Hephaestion nigricornis Fairmaire & Germain, 1861
- Hephaestion ocreatum Newman, 1840
- Hephaestion pallidicornis Fairmaire & Germain, 1859
- Hephaestion tolhuaca Cerda, 1995
- Hephaestion versicolor Philippi F., 1859
- Hephaestion violaceipennis Fairmaire & Germain, 1861